# 모용요
모용 요(慕容 瑤) 또는 모용 망(慕容 望) ( ? ~ 386년, 재위：386년)는 중국 오호십육국시대 서연(西燕)의 5대 군주이다. 시호는 없다.

## 생애
모용요는 서연의 2대 군주 모용충(慕容沖)의 아들이다. 386년에 모용충이 살해당한 후 단수(段隨), 모용의(慕容顗)가 차례로 왕에 옹립되었으나 모두 내분으로 인해 살해되었다. 모용의가 호군장군 모용도(慕容韜)에게 살해되자 모용도의 형 모용항(慕容恒)은 노하여 모용도를 버리고 독자적으로 모용요를 황제로 옹립하였다.
모용요는 건평(建平)으로 개원하고 아버지 모용충을 위황제(威皇帝)로 추존하였고 버려진 모용도는 모용영(慕容永)의 습격을 받아 패주하여 모용항에게 항복하였다.
그러나 모용요는 곧 민심을 잃어 선비족들은 모용영에게 귀의하였고 모용영은 모용요를 체포하여 살해하였다.
이름이 《자치통감》에는 모용요(慕容瑤), 《위서(魏書)》에는 모용망(慕容望)으로 기록되어 있다.

## 참고 문헌
- 《진서(晉書)》
- 《자치통감(資治通鑑)》

| 전 대 모용의(慕容顗) | 제5대 서연 황제 386년 | 후 대 모용충(慕容忠) |